# Angoville-au-Plain
Angoville-au-Plain är en kommun i departementet Manche i regionen Normandie i norra Frankrike. Kommunen ligger i kantonen Sainte-Mère-Église som tillhör arrondissementet Cherbourg. År 2018 hade Angoville-au-Plain 101 invånare.

## Befolkningsutveckling
Antalet invånare i kommunen Angoville-au-Plain
| Referens: INSEE |